# Fdisk
fdisk — загальна назва системних утиліт для керування розділами жорсткого диска чи іншого носія інформації. Програма використовує консольний інтерфейс і є практично в будь-якій операційній системі, хоча різні реалізації працюють по-різному.

## Реалізації

### DOS і Windows
IBM представила fdisk, Fixed Disk Setup Program версії 1.00, у березні 1983 з випуском IBM PC / XT, першого персонального комп'ютера для зберігання даних на жорсткому диску. Ця версія могла бути використана для створення одного DOS-розділу з файловою системою FAT12, видалення, зміни активного розділу або відображення даних розділу. Головний завантажувальний запис підтримував до чотирьох розділів, і інші три було призначено для інших операційних систем, таких як CP/M-86 і Xenix, які, як очікувалось, мали власні утиліти поділу диска. FDISK не підтримував їх.
У серпні 1984 року в PC DOS 3.0 додано підтримку розділів FAT16, які більші, ніж FAT12. Це було необхідно, оскільки об'єм пристроїв зростав, а максимальна кількість розділів залишилась колишньою.
У квітні 1987 року, в PC DOS / FDISK 3.30 додана підтримка додаткових розділів, які можуть вмістити до 23 логічних дисків томів).
Підтримку FAT16B додано в Compaq MS-DOS 3.31, а пізніше став доступний з MS-DOS/PC DOS 4.0.
Більшість DOS-програм FDISK, включаючи ті, які прийшли з оригінальною Windows 95, здатні лише на створення FAT розділи типів FAT12, FAT16 і FAT16B.
FDISK, похідна від MS-DOS, була представлена у Windows 95, Windows 98, а потім — і в Windows Me. Файловою системою FAT32 у змозі управляти тільки ті версії FDISK, що постачалися з ОС Windows 95B чи пізнішими. Windows 2000 і пізніші не використовувати fdisk, вони мають логічні функції диспетчера дисків, а також DiskPart.
На відміну від програми FDISK для інших операційних систем, програм FDISK для DOS і Windows 9x/Me може не тільки змінювати дані в таблиці розділів, а й перезаписувати багато секторів даних у сам розділ. (Однак для створення розширеного розділу будь-який редактор розділів повинен створити розширені завантажувальні записи перед кожним логічним диском на фізичному диску). Користувачі перед використанням програми мають переконатися, чи для секціонування був обраний потрібний диск (чи розділ).
Параметр FDISK /MBR не документований, але добре відомий як засіб для відновлення головного завантажувального запису.

### FreeDOS
У FreeDOS впроваджена вільна версія fdisk.

### Mac OSтаBSD
Mac OS та BSD мають свою реалізацію програми fdisk.

### Linux
В системі Linux fdisk можна запускати в інтерактивному чи командному режимі. При цьому обов'язково вказується конкретний пристрій диска (наприклад, /dev/hda, /dev/sdc і т.  п.) чи його розділ (наприклад, /dev/hda1), який буде оброблятися програмою.

#### Командний режим
fdisk -v Виведе версію й закінчить роботу
fdisk [-b SSZ] [-u] DISK Змінити таблицю розділів диску DISK, розмір секторів SSZ; 
fdisk -l [-b SSZ] [-u] DISK Виводить список усіх наявних дисків / розділів, розмір секторів SSZ;
fdisk -s PARTITION Видає розмір розділу PARTITION у блоках,
де:
-u Виводити початок і кінець у секторах (а не в циліндрах);
-b 2048 Розмір сектора (512, 1024, 2048 or 4096) байтів.

#### Інтерактивний режим
Коли вказати при запуску лише назву диску:
```
fdisk /dev/hda

```

то fdisk запускається в інтерактивному режимі.

### fdisk у скриптах
Послідовність команд у скриптах емулює роботу користувача:
```
fdisk /dev/hda << EOF
n           — додати (створити) новий розділ
p           — цей розділ буде «primary» (первинний) — «p» (чи «extended» (розширений) — «e»)
1           — цей первинний розділ буде № 1 (із 4-х можливих)

a           — зробити активним розділ …
1           — … № 1
t           — змінити тип розділу …
c           — … на Fat32 (LBA)
w           — записати зміни на диск і вийти з fdisk
EOF         — кінець файлу

```

## Команди fdisk в інтерактивному режимі
- a — встановити/зняти прапорець «завантажувальний розділ»,
- b — редагувати мітки BSD диску
- c — перемкнути прапорець сумісности з DOS
- d — видалити розділ
- l — виводить список усіх наявних дисків / розділів
- m — показати це меню
- n — додати (створити) новий розділ
- o — створити нову порожню таблицю розділів у стилі DOS
- p — показати чинну таблицю розділів
- q — вийти без збереження змін
- s — створити новий розділ з міткою Sun
- t — змінити мітку типу розділу (можна вказати один із типів, виведених командою l, яку можна викликати й після команди t)
- u — виводити початок і кінець у секторах (а не в циліндрах)
- v — перевірити таблицю розділів
- w — записати змінену таблицю розділів і вийти
- x — додаткові можливості (лише для експертів)